# Isleworth
Isleworth – dzielnica Londynu, leżąca w gminie London Borough of Hounslow. W 2011 miasto liczyło 11977 mieszkańców. Isleworth jest wspomniana w Domesday Book (1086) jako Gistelesworde.